# Бол

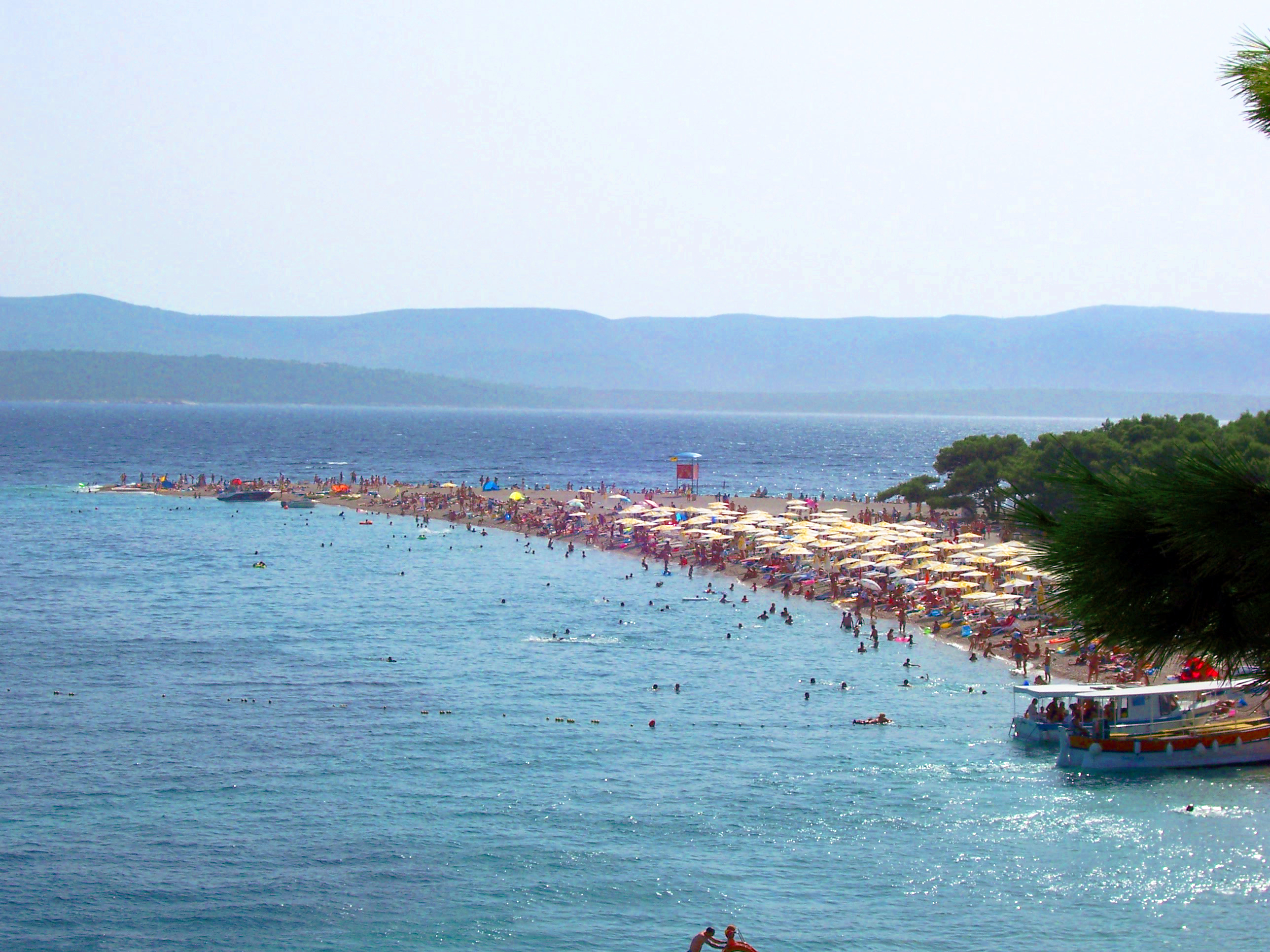
Пляж на мисі Златні Рат — візитка Бола

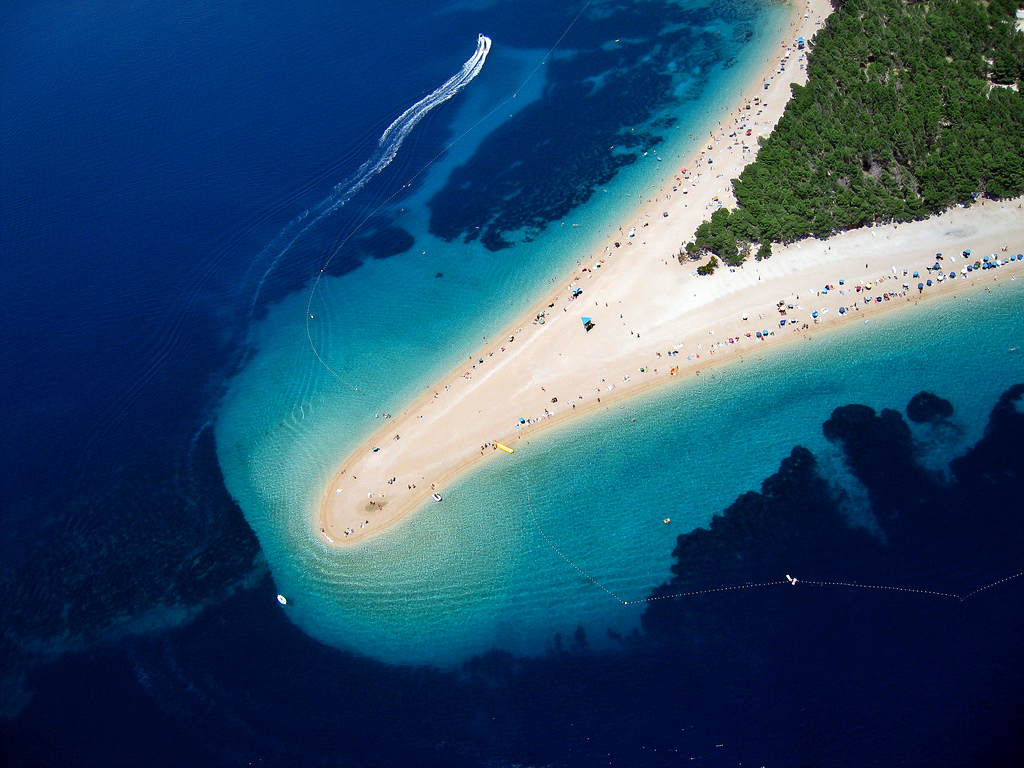
Мис Златні Рат — краєвид згори

Бол (хорв. Bol) — містечко та однойменний муніципалітет у Хорватії на півдні острова Брач у складі Сплітсько-Далматинської жупанії. Знаменитий адріатичний курорт у середній Далмації.

## Загальні відомості
Бол, назва якого походить від латинського слова "vallum" (вал), славиться своїм чи не найпопулярнішим пляжем Златні Рат (хорв. Zlatni rat — Золотий мис).  Цей мис складається переважно з галькової породи, що зримо зміщується з рухом припливу, створюючи унікальне видовище. Море біля мису Златні рат та й, по суті, вся місцевість достатньо кристалізовані (і дещо холодніші, ніж звичайно) через сильну течію протоки, у якій мис розташований. У тиху погоду вдень каміння на морському дні на глибині 30 футів здається, що всього лиш на відстані витягнутої руки, а насередині мису є чудернацькі сосни, які ростуть вниз (по обидві боки коси є пляж). Сам Бол є дуже популярним туристичним напрямом і має ряд припортових барів та ресторанів. Бол також добре відомий серед прихильників віндсерфінгу. 
Домініканська церква в Болі вміщує багато полотен чорногорського живописця Тріпо Коколя.

## Історія
Бол як місцевість вперше згадується 1184 року. Про Бол як про населений пункт перша згадка зустрічається в 1475 році в дарчій грамоті. Завдяки своєму острівному положенню Бол як і весь острів Брач уберігся від бойових дій під час воєн в Югославії. У період з 1992 до 1996 року у Болі розміщувалася хорватська католицька богословська академія Врхбосна з Сараєва у складі 70 студентів і 15 професорів. Уроки проходили в просторих приміщеннях всесвітньовідомого домініканського монастиря. Під час громадянської війни в Боснії і Герцеговині у 1994 році Бол став місцем наради єпископів, священиків і черниць з усієї Європи та світу. Розташований поруч з монастирем готель було використано під час Югославських воєн для розміщення біженців.

## Населення
Населення громади за даними перепису 2011 року становило 1630 осіб. Населення самого поселення становило 1609 осіб.
Динаміка чисельності населення громади:
Динаміка чисельності населення центру громади:

## Населені пункти
Крім поселення Бол, до громади також входить Мурвиця.

## Клімат
Середня річна температура становить 14,41 °C, середня максимальна – 26,18 °C, а середня мінімальна – 2,29 °C. Середня річна кількість опадів – 797 мм.
| Клімат поселення                              | Клімат поселення | Клімат поселення | Клімат поселення | Клімат поселення | Клімат поселення | Клімат поселення | Клімат поселення | Клімат поселення | Клімат поселення | Клімат поселення | Клімат поселення | Клімат поселення | Клімат поселення |
| Показник                                      | Січ.             | Лют.             | Бер.             | Квіт.            | Трав.            | Черв.            | Лип.             | Серп.            | Вер.             | Жовт.            | Лист.            | Груд.            |                  |
| Середній максимум, °C                         | 11,39            | 10,22            | 12,53            | 15,91            | 20,75            | 24,63            | 26,09            | 26,19            | 21,86            | 17,93            | 13,51            | 11,49            |                  |
| Середня температура, °C                       | 7,42             | 6,26             | 8,55             | 11,91            | 16,78            | 20,65            | 23,46            | 23,57            | 19,23            | 15,32            | 10,89            | 8,86             |                  |
| Середній мінімум, °C                          | 3,45             | 2,29             | 4,58             | 7,95             | 12,82            | 16,69            | 20,84            | 20,95            | 16,62            | 12,69            | 8,27             | 6,25             |                  |
| Норма опадів, мм                              | 74               | 62               | 69               | 66               | 53               | 46               | 30               | 46               | 67               | 90               | 105              | 89               |                  |
| Середньомісячна швидкість вітру, м/с          | 3.79             | 4.06             | 4.02             | 3.67             | 3.22             | 2.91             | 2.92             | 2.80             | 3.19             | 3.45             | 4.23             | 4.28             |                  |
| Середньомісячна сонячна радіація, кДж/м²·день | 5641             | 8373             | 11958            | 16442            | 20342            | 22912            | 24612            | 21679            | 16187            | 10468            | 6036             | 4740             |                  |
| --------------------------------------------- | ---------------- | ---------------- | ---------------- | ---------------- | ---------------- | ---------------- | ---------------- | ---------------- | ---------------- | ---------------- | ---------------- | ---------------- | ---------------- |
| Джерело:                                      |                  |                  |                  |                  |                  |                  |                  |                  |                  |                  |                  |                  |                  |